# Richard Herrmann
Pour les articles homonymes, voir Herrmann.
Richard Herrmann (né le 28 janvier 1923 à Katowice, en Pologne – mort le 27 juin 1962) est un  footballeur allemand. Il a joué pour le 1. FC Katowice de 1934 à 1945 et au FSV Francfort de 1947 à 1960.

## Biographie
Il a fait partie de l'équipe allemande qui a gagné la Coupe du monde de football de 1954. Il a d'ailleurs inscrit un but lors du premier tour face à la Hongrie. Mais ce fut le seul match qu'il ait joué dans la compétition, il n'a donc pas joué la finale face aux même Hongrois. Il a joué 8 fois sous les couleurs de la Mannschaft. Herrmann est décédé en 1962 d'une cirrhose.

## Palmarès
- Vainqueur de la Coupe du monde 1954 avec l'Allemagne